# Annemone Haase
Annemone Haase (* 13. November 1930 in Breslau) ist eine deutsche Schauspielerin.

## Leben

### Anfänge
Annemone Haase begann ihre Karriere im Jahr 1949 ohne eigentliche Schauspielausbildung. Sie hatte zunächst Engagements an verschiedenen Provinzbühnen, unter anderem am Stadttheater Annaberg-Buchholz, wo sie 1949 in Mutter Courage und ihre Kinder auftrat, am Theater Görlitz und am Theater Erfurt.

### Theater
1959 wurde sie an das Berliner Ensemble engagiert und blieb dort bis zum Jahr 2001. Am Berliner Ensemble spielte Haase diverse Haupt- und Nebenrollen. Bei Premieren wurde sie häufig nur in kleineren Rollen besetzt oder war als Zweitbesetzung vorgesehen, übernahm aber in späteren Aufführungen und bei Umbesetzungen auch die jeweiligen Hauptrollen. Als Schauspielerin interpretierte Haase ein breites Repertoire, das Stücke von William Shakespeare, das Theater der Jahrhundertwende, insbesondere aber die Stücke von Bertolt Brecht und des zeitgenössischen Theaters umfasste.
Haase trat am Berliner Ensemble unter der Regie von Erich Engel unter anderem in Brecht/Weills Die Dreigroschenoper und in Brechts Schweyk im Zweiten Weltkrieg auf. Weitere Rollen hatte sie in Brechts Die Tage der Commune (1962) (Regie: Manfred Wekwerth) und, alternierend mit Renate Richter, als Virgilia in der von Brecht bearbeiteten Fassung von Shakespeares Die Tragödie des Coriolanus (1964/65), ebenfalls unter der Regie von Manfred Wekwerth; Haases Partner waren Helene Weigel, Ekkehard Schall, Hilmar Thate und Wolf Kaiser. 1977 übernahm sie in der Coriolan-Neuinszenierung von Wekwerth und Joachim Tenschert erneut die Virgilia. In der Uraufführung des Theaterstücks Zement (1972) von Heiner Müller, nach dem Roman von Fjodor Gladkow, verkörperte sie die Rolle der Polja Mechowa unter der Regie von Ruth Berghaus.
In späteren Jahren übernahm Haase Rollen in Frühlings Erwachen (als Frau Bergmann, Spielzeit 1973/74), Fräulein Julie (1975) und Leben des Galilei(1978), jeweils unter der Regie von B. K. Tragelehn. 1974 trat sie in der Tragödie Edward II. von Christopher Marlowe auf. In den 1980er-Jahren verkörperte sie am Berliner Ensemble die Rolle von Clara Zetkin in dem Schauspiel Blaue Pferde auf rotem Gras von Michail Schatrow (Premiere 1980). In der Spielzeit 1990/91 trat sie mit dem Frauenmonolog Die Erzählung der Magd Zerline von Hermann Broch auf. Außerdem spielte sie am Berliner Ensemble in Monsieur Verdouz, Wessis in Weimar von Rolf Hochhuth (1993, Regie: Einar Schleef) und in Becketts Endspiel (1995, Regie: Peter Palitzsch). Am Maxim-Gorki-Theater spielte Haase 1998 in Der gute Mensch von Sezuan (Regie: Uwe Eric Laufenberg). Zu ihren letzten Neuinszenierungen am Berliner Ensemble gehörte 2000 die Produktion von Peter Weiss’ Theaterstück Marat/Sade (Regie: Philip Tiedemann).

### Film und Fernsehen
Haase übernahm während ihrer Karriere zwar regelmäßig Fernseh- und Filmrollen; Schwerpunkt ihrer künstlerischen Arbeit blieb jedoch stets das Theater. Ab den 1950er-Jahren wirkte Haase auch in einigen Film- und Fernsehproduktionen der DEFA und des Deutschen Fernsehfunks mit. 1955 spielte sie die Rolle der Sekretärin Gertrud in dem Stacheltier-Film Letztes Fach unten rechts. In der Literaturverfilmung Lotte in Weimar (1975) war sie unter der Regie von Egon Günther als Amalie Ridel zu sehen, die im September/Oktober 1816 Besuch von ihrer Schwester Charlotte Kestner erhält. In dem Märchenfilm Schneeweißchen und Rosenrot (1979) übernahm sie die Rolle der Mutter; ihre Filmkinder waren Katrin Martin und Julie Jurištová. 1981 war sie in der Komödie Asta, mein Engelchen zu sehen, einer Hommage an die Schauspielerin Asta Nielsen. Außerdem spielte sie in mehreren Episoden der Krimiserien Polizeiruf 110 und Der Staatsanwalt hat das Wort mit.

### Als Synchronsprecherin
Gelegentlich arbeitete Annemone Haase für den Film auch als Synchronsprecherin. So synchronisierte sie die Schauspielerin Olivera Katarina in ihrer Rolle als Herzogin von Alba in der Literaturverfilmung Goya (1971) von Konrad Wolf.

### Nach der Wende
Mitte der 1990er-Jahre begann Haases Karriere im westdeutschen Fernsehen. Sie übernahm in verschiedenen Fernsehserien durchgehende Serienrollen, Episodenrollen und auch Gastrollen. Eine durchgehende Serienrolle hatte sie als Frau Kolberg in der Erfolgsserie Unser Lehrer Doktor Specht. Außerdem war sie in den Serien Berlin, Berlin (als Großmutter der Titelfigur Lolle), Der Landarzt (2006), Notruf Hafenkante (2008) (als 78-jährige Autofahrerin Marta Wohlers, die in einen Verkehrsunfall verwickelt wird) und mehrfach in Unser Charly zu sehen. Eine ihrer letzten Rollen spielte sie im Jahr 2008 in der Arztserie In aller Freundschaft als Rentnerin Emma Brettschneider, die an einer unheilbaren chronischen Lungenerkrankung leidet und dabei mit Gelassenheit und Würde ihrem nahenden Tode entgegensieht.
In der ZDF-Telenovela Bianca – Wege zum Glück war sie 2004/05 in der Rolle der Ursula Berger, der Großmutter der Titelheldin, zu sehen. In der Nachfolge-Telenovela Julia – Wege zum Glück übernahm sie außerdem 2007 die Rolle der Haushälterin Hedwig Wiegand. Bis zum Jahr 2012 wirkte Annemone Haase in über 80 Film- und Fernsehproduktionen mit.
Annemone Haase lebt in Berlin.

## Filmografie (Auswahl)
- 1955: Das Stacheltier: Letztes Fach unten rechts (Kurzfilm)
- 1955: Einmal ist keinmal
- 1961: Die gleiche Strecke
- 1963: Nacht über Nürnberg
- 1965: Die besten Jahre
- 1966: Die Tage der Commune (Theateraufzeichnung)
- 1970: Der Staatsanwalt hat das Wort: Außenseiter (TV-Reihe)
- 1972: Leichensache Zernik
- 1973: Zement (Zweiteiler)
- 1975: Lotte in Weimar
- 1975: Blumen für den Mann im Mond
- 1976: Auftrag für M & S
- 1977: Tod und Auferstehung des Wilhelm Hausmann
- 1978: Achillesferse
- 1978: Addio, piccola mia
- 1979: Schneeweißchen und Rosenrot
- 1979: Ende vom Lied
- 1979: Der Staatsanwalt hat das Wort: Zur Feier des Tages
- 1979: Die Rache des Kapitäns Mitchell
- 1979: Das Friedensfest
- 1980: Puppen für die Nacht
- 1980: Am grauen Strand, am grauen Meer (Fernsehfilm)
- 1980: Blaue Pferde auf rotem Gras (Theateraufzeichnung)
- 1980: Es sollte ewig Sonntag sein
- 1980: Glück im Hinterhaus
- 1980: Am grauen Strand, am grauen Meer
- 1981: Asta, mein Engelchen
- 1981: Unser kurzes Leben
- 1981: Furcht und Elend des Dritten Reiches
- 1982: Das Konzert
- 1982: Abgefunden
- 1982–1990: Schauspielereien (Fernsehreihe, 4 Folgen, verschiedene Rollen)
- 1983: Polizeiruf 110: Es ist nicht immer Sonnenschein (TV-Reihe)
- 1983: Polizeiruf 110: Der Selbstbetrug
- 1983: Schauspielereien: Wenn ick nich wär
- 1984: Eine sonderbare Liebe
- 1984: Paulines zweites Leben
- 1986: Treffpunkt Flughafen (Fernsehserie, 2 Folgen)
- 1986: Ernst Thälmann
- 1986: Weihnachtsgeschichten
- 1987: Mensch Hermann (Fernsehserie)
- 1987: Polizeiruf 110: Abschiedslied für Linda
- 1987: Einzug ins Paradies (Miniserie)
- 1989: Großer Frieden (Theateraufzeichnung)
- 1991: Farßmann oder Zu Fuß in die Sackgasse
- 1991: Polizeiruf 110: Big Band Time
- 1995: Unser Lehrer Doktor Specht (Fernsehserie, 7 Folgen)
- 1995: Nikolaikirche
- 2002: Für alle Fälle Stefanie (Fernsehserie, 1 Folge)
- 2003: St. Angela (Fernsehserie, 1 Folge)
- 2003: Berlin, Berlin (Fernsehserie, 2 Folgen)
- 2004–2005: Bianca – Wege zum Glück (Fernsehserie, 32 Folgen)
- 2005: Löwenzahn (Fernsehserie, 1 Folge)
- 2006: Der Landarzt (Fernsehserie, 1 Folge)
- 2006: Verliebt in Berlin (Fernsehserie, 2 Folgen)
- 2006: SOKO Leipzig (Fernsehserie, 1 Folge)
- 2007: Julia – Wege zum Glück (Fernsehserie, 24 Folgen)
- 2008: Ach, Luise (Kurzfilm)
- 2008: In aller Freundschaft (Fernsehserie, Folge 404: Der Lauf der Zeit)
- 2008: Notruf Hafenkante (Fernsehserie, Folge: Nichts als die Wahrheit)
- 2008–2010: Unser Charly (Fernsehserie, 4 Folgen)
- 2011: SOKO Wismar (Fernsehserie, 1 Folge)
- 2012: Auf Herz und Nieren (Fernsehserie, 1 Folge)

## Theater
- 1954: Gerhart Hauptmann: Der weiße Heiland (Marina) – Regie: Eugen Schaub (Gerhart-Hauptmann-Theater Görlitz)
- 1955: Eugène Scribe: Ein Glas Wasser (Abigal) – Regie: Horst Bonnet (Städtische Bühnen Erfurt)
- 1955: Julius Hay: Haben (Witwe Kis) – Regie: Fritz Wendel (Städtische Bühnen Erfurt)
- 1955: Friedrich Schiller: Die Räuber (Amalia) – Regie: Hans-Dieter Mäde (Städtische Bühnen Erfurt)
- 1955: Heinar Kipphardt: Shakespeare dringend gesucht (Ann, junge Lehrerin) – Regie: Carlheinz Carpentier (Städtische Bühnen Erfurt)
- 1955: Molière: Der eingebildete Kranke (Toinette, Dienerin) – Regie: Horst Bonnet (Städtische Bühnen Erfurt)
- 1956: Molière: Die Streiche des Scapin (Zerbinette, Liebhaberin des Leandre) – Regie: Horst Bonnet (Städtische Bühnen Erfurt)
- 1956: Hedda Zinner: Lützower (Marie Kersting) – Regie: Georg Leopold (Städtische Bühnen Erfurt)
- 1956: Gabriela Zapolska: Die Moral der Frau Dulski (Hesja Dulski, Tochter) – Regie: Wolf Goette (Städtische Bühnen Erfurt)
- 1956: Manfred Rössner: Karl III. und Anna von Österreich (Anna) – Regie: Arno Wolf (Städtische Bühnen Erfurt)
- 1956: Henrik Ibsen: Nora oder Ein Puppenheim (Nora) – Regie: Arno Wolf (Städtische Bühnen Erfurt)
- 1957: Günther Weisenborn: Zwei Engel steigen aus (Friseurin Anne) – Regie: Georg Leopold (Städtische Bühnen Erfurt)
- 1958: Johann Wolfgang von Goethe: Götz von Berlichingen (Maria, Schwester des Götz von Berlichingen) – Regie: Eugen Schaub (Städtische Bühnen Erfurt)
- 1958: Bertolt Brecht: Schweyk im Zweiten Weltkrieg, deutsche Erstaufführung (Anna, Dienstmädchen) – Regie: Eugen Schaub (Städtische Bühnen Erfurt)
- 1958: Pavel Kohout: So eine Liebe (Lida Matys) – Regie: Georg Leopold (Städtische Bühnen Erfurt)
- 1960: Bertolt Brecht: Die Dreigroschenoper (Dame) – Regie: Erich Engel (Berliner Ensemble)
- 1969: Aischylos: Sieben gegen Theben – Regie: Manfred Karge / Matthias Langhoff (Berliner Ensemble)
- 1969: Bertolt Brecht: Das Manifest (Brechtabend Nr. 5) – Regie: Klaus Erforth / Alexander Stillmark (Berliner Ensemble)
- 1970: Bertolt Brecht: Die Dreigroschenoper (Lucy) – Regie: Werner Hecht / Wolfgang Pintzka (Berliner Ensemble)
- 1972: Erwin Strittmatter: Katzgraben (Mittelbäuerin) – Regie: B. K. Tragelehn (Berliner Ensemble)
- 1973: Heiner Müller: Zement (Polja) – Regie: Ruth Berghaus (Berliner Ensemble)
- 1974: Bertolt Brecht nach Christopher Marlowe: Leben Eduards des Zweiten von England (Sängerin) – Regie: Ekkehard Schall / Barbara Berg (Berliner Ensemble)
- 1975: Karl Mickel: Celestina (Hure) – Regie: Jürgen Pörschmann / Günter Schmidt (Berliner Ensemble)
- 1976: Bertolt Brecht: Der kaukasische Kreidekreis (Begleiterin) – Regie: Peter Kupke (Berliner Ensemble)
- 1980: Michail Filippowitsch Schatrow: Blaue Pferde auf rotem Gras (Clara Zetkin) – Regie: Christoph Schroth (Berliner Ensemble)
- 1980: William Shakespeare: Der Widerspenstigen Zähmung (Grumio) – Regie: Christoph Brück / Wolf Bunge (Berliner Ensemble)
- 1982: Friedrich Dürrenmatt: Die Physiker (Frau Rose) – Regie: Jochen Ziller (Berliner Ensemble)
- 1982: Hanns Eisler: Johann Faustus (Elsa) – Regie: Manfred Wekwerth / Joachim Tenschert (Berliner Ensemble)
- 1984: Peter Weiss: Der neue Prozess (Frau Grubach) – Regie: Axel Richter (Berliner Ensemble)
- 1987: Marieluise Fleißer: Fegefeuer in Ingolstadt (Olga) – Regie: Axel Richter (Berliner Ensemble)
- 1988: Bertolt Brecht: Die Mutter (Kriegerwitwe) – Regie: Manfred Wekwerth / Joachim Tenschert (Berliner Ensemble)
- 1996: Lothar Trolle: Die Heimarbeiterin – Regie: Wera Herzberg (Berliner Ensemble)
- 2011: Theodor Fontane: Schach von Wuthenow – Regie: Tobias Wellemeyer (Hans Otto Theater Potsdam)

## Hörspiele
- 1960: Joachim Goll: Ein Arzt unterwegs (Schwester Gertrud) – Regie: Helmut Hellstorff (Hörspiel – Rundfunk der DDR)
- 1976: Inge Meyer: Rödelstraße 14 (Krankenschwester) – Regie. Barbara Plensat (Hörspiel aus der Reihe: Tatbestand, Folge 7 – Rundfunk der DDR)
- 1979: Charles Dickens: Der ungebetene Gast (Mrs. Walker) – Regie: Horst Liepach (Kinderhörspiel – Rundfunk der DDR)
- 1980: Alfred Matusche: An beiden Ufern (Margret) – Regie: Peter Groeger (Hörspiel – Rundfunk der DDR)
- 1981: Günter Eich: Träume – Regie: Peter Groeger (Hörspiel – Rundfunk der DDR)
- 1982: Hans Siebe: Der Tote im fünften Stock (Frau Zabel) – Regie: Barbara Plensat (Kriminalhörspiel – Rundfunk der DDR)
- 1983: Eva Dessarre: Das Meer kehrt stets zurück – Regie: Peter Groeger (Hörspiel – Rundfunk der DDR)
- 1984: Thomas Heise: Schweigendes Dorf (Dolmetscherin) – Regie: Thomas Heise (Hörspiel – Rundfunk der DDR)
- 1987: Michail Bulgakow: Die letzten Tage (Woronzowa) – Regie: Ingeborg Medschinski (Hörspiel – Rundfunk der DDR)
- 1988: Pjotr Jerschow: Gorbunok, das Wunderpferdchen – Regie: Norbert Speer (Kinderhörspiel – Rundfunk der DDR)
- 1988: Veit Stiller: Feuerwehrvergügen (Lotte Mylius) – Regie: Detlef Kurzweg (Kurzhörspiel aus der Reihe: Waldstraße Nummer 7 – Rundfunk der DDR):
- 2005: Tom Peuckert:  Patriarchendämmerung – Regie: Andrea Getto (Hörspiel – RBB)

## Synchronrollen (Auswahl)
- 1964: Nelli Myschkowa als Giulia in Der silberne Trainer
- 1966: Colette Brosset als Vevette Brisburne in Malheur an der Themse
- 1966: Mary Ure als Vera in Das Glück des Ginger Coffey

## Ehrungen
1984: Kunstpreis der DDR